# Upninkėliai

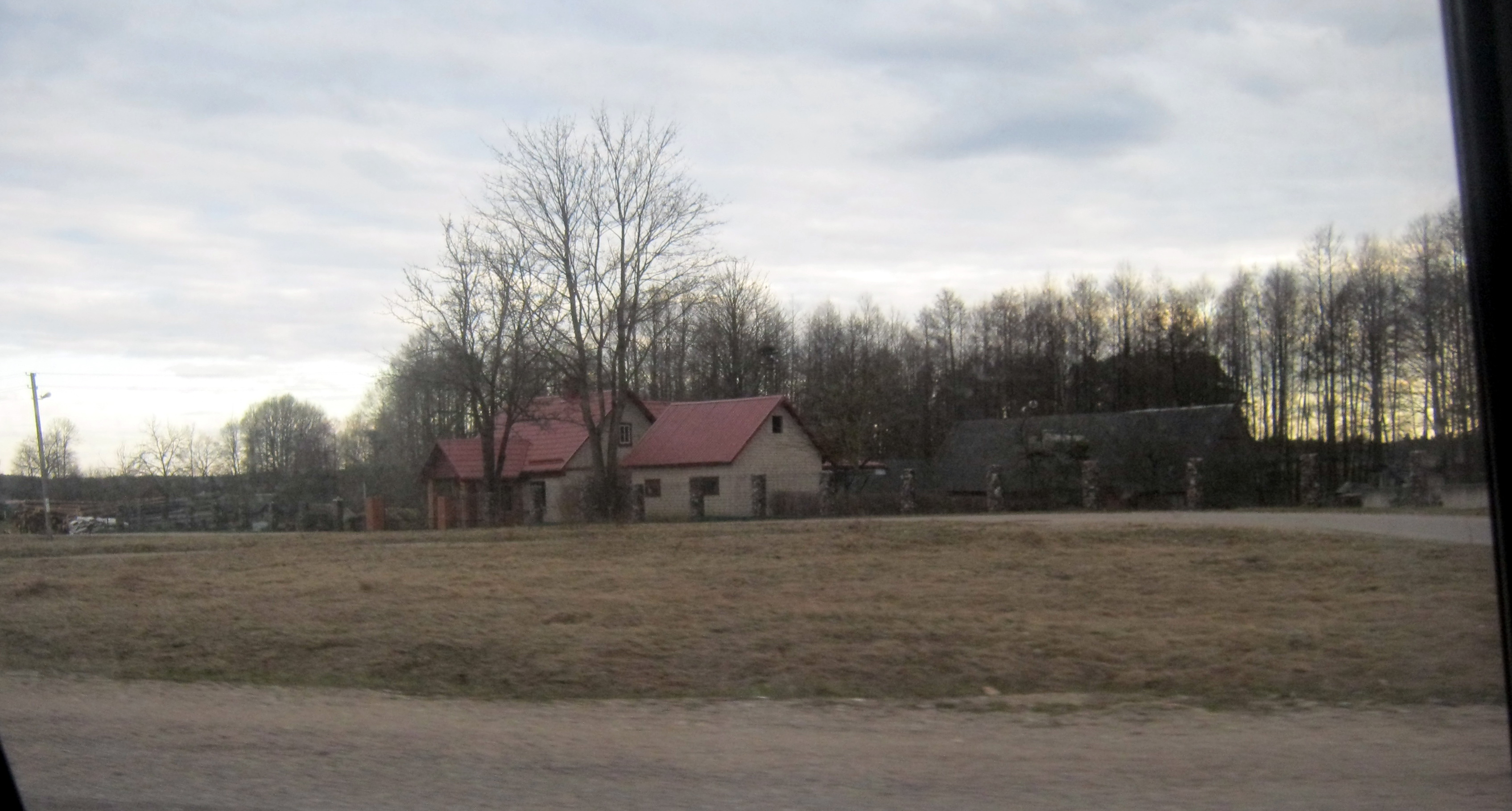
Dorf

Upninkėliai ist ein Ort im Amtsbezirk Upninkai der Rajongemeinde Jonava, im Bezirk Kaunas, Litauen. Das Dorf bildet das Zentrum von Unteramtsbezirk Upninkėliai (mit 358 Einwohnern, Unteramtsbezirk-Leiterin Aušra Morkūnienė).  2001  lebten 102 und 2011 nur 69 Einwohner im Dorf. Upninkėliai liegt 	5 km von Upninkai, des Zentrum des Amtsbezirks, entfernt.